# Fjodor Rosmyslow
Fjodor Rosmyslow (russisch Фёдор Розмыслов; † 1771) war ein russischer Seefahrer und Polarforscher.
Von 1768 bis 1769 leitete er eine Expedition nach Nowaja Semlja, dabei erkundete er die Meerenge Matotschkin Schar und sammelte Material über die Fauna und Flora des Archipels.
In der Antarktis sind die Rosmyslow-Nunatakker nach ihm benannt.